# Reformierte Kirche San Pietro (Stampa)

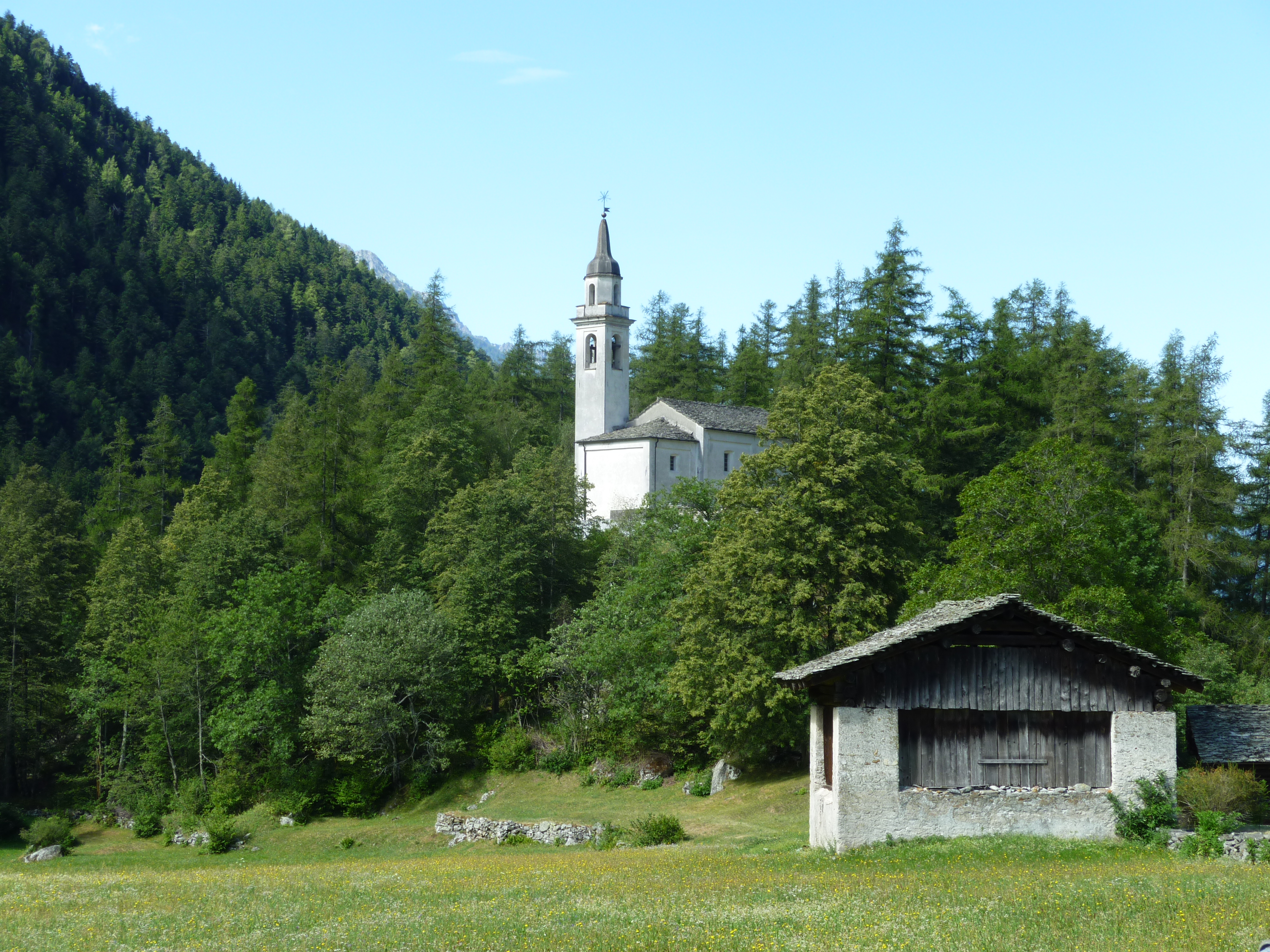
San Pietro

Die reformierte Kirche in Stampa im Bergell unter dem Patrozinium des heiligen Petrus (italienisch San Pietro) ist ein evangelisch-reformiertes Gotteshaus unter dem Denkmalschutz des Kantons Graubünden. Sie liegt westlich der Siedlung Coltura in einem Waldgebiet auf dem Hügel Motta.

## Geschichte und Ausstattung

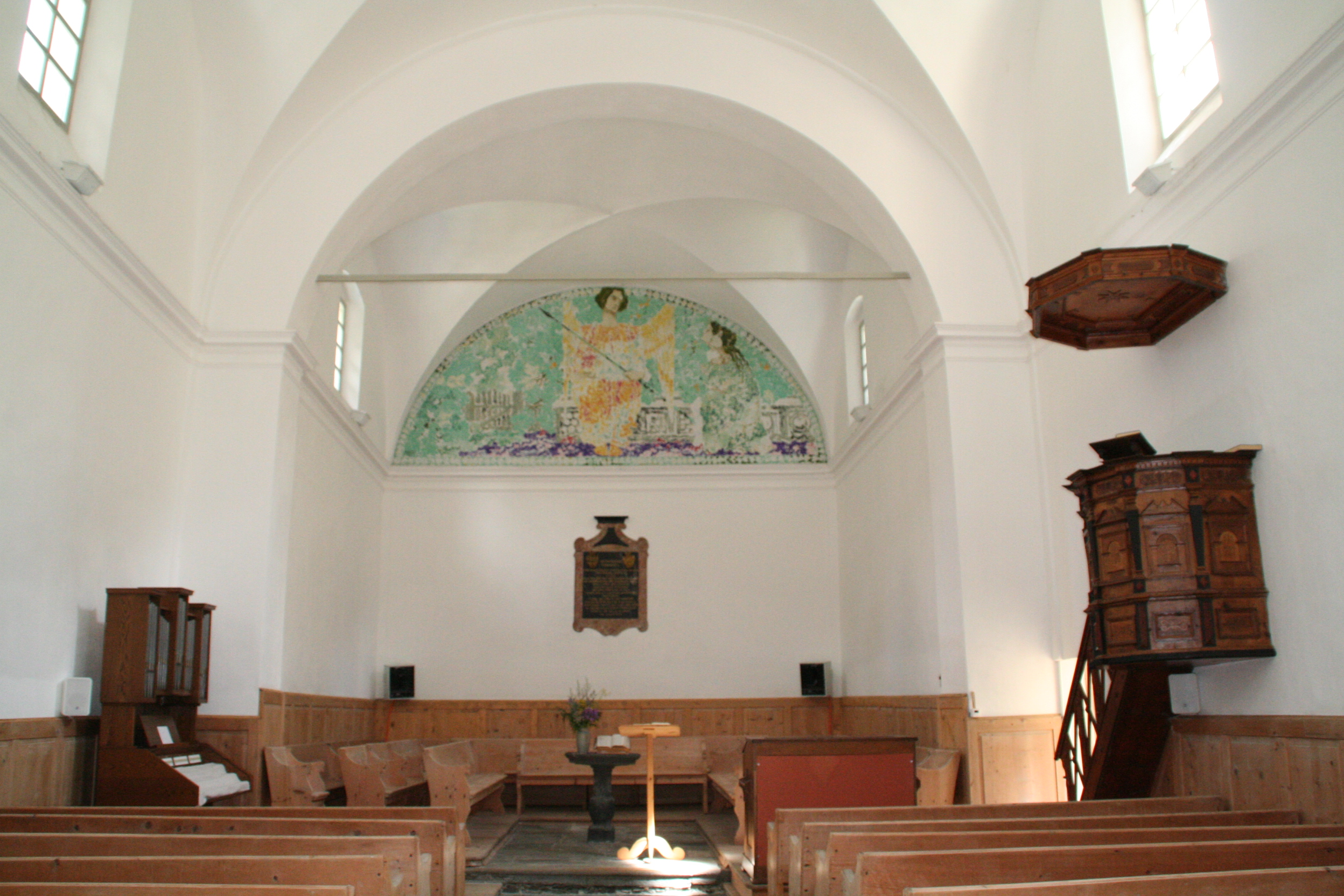
Innenraum

Die Kirche ist ein Bau aus den Jahren 1741–44 auf dem Fundament einer bereits in vorreformatorischer Zeit bezeugten Kapelle. Letztmals restauriert wurde der barocke Sakralbau, der gut 200 Personen Platz bietet, 1972/73.
Die Glockenstube im Turm, der im Süden an die Fassade anschliesst, trägt drei Glocken, deren kleinste 1492 gegossen wurde und schon in der Vorgängerkapelle hing. 
Die Apsis im Chor, in dessen Mittelpunkt ein auch als Abendmahlstisch dienender schmaler Taufstein steht,  schliesst mit dem 1915 angefertigten Gemälde Am Morgen der Auferstehung des aus dem Bergell stammenden Künstlers Augusto Giacometti.

## Kirchliche Organisation
Die Evangelisch-reformierte Landeskirche Graubünden führt San Pietro als Predigstätte der Kirchgemeinde Bergell/Bregaglia.